# 普萊恩斯 (密歇根州)
普萊恩斯（英語：Plains）是位於美國密歇根州馬凱特縣福賽斯鎮區的一個非建制地區。此地因地處平原而得名。

## 地理
普萊恩斯所處的海拔為高於海平面355米（即1165英呎），而該地所採用的時區為UTC-5，即北美东部時區（EST）。同時該地設有夏令時間，為UTC-5調快一小時，即UTC-4（EDT）。